# 扎拉豐阿 (蒙古進士)
扎拉豐阿（穆麟德轉寫：jalafungga；1825年—？），字壽农，号星南，一号介眉，把约特氏，蒙古镶白旗人。道光己酉科拔贡，咸丰辛亥科举人，壬子科进士。后选翰林院庶吉士，任江西知县。
曾祖托金曾任河南開封府知府；祖父德光曾任山西冀寧道；父亲恒荣曾任太仆寺笔帖式；妻子他他拉氏是直隶州知州德克崇額之女。